# Volzjsk
Volzjsk (Russisch: Волжск, Mari: Юлсер-Ола; Joelser-Ola) is een stad in de Russische autonome republiek Mari El. De stad is gelegen op de rechteroever van de rivier de Wolga.
Oorspronkelijk heette de nederzetting Lopatino (Russisch: Лопатино). Bij het verkrijgen van de stadsstatus in 1940 kreeg Volzjsk zijn huidige naam.
| 1939   | 1959   | 1970   | 1979   | 1989   | 2002   | 2010   |
| ------ | ------ | ------ | ------ | ------ | ------ | ------ |
| 19.500 | 33.400 | 43.000 | 52.000 | 60.919 | 58.967 | 55.659 |

## Geografie
De stad ligt ongeveer 100 km ten zuidoosten van de republiekhoofdstad Josjkar-Ola aan de oever van de Wolga (Samara-stuwmeer), 5 km van de monding van de Ilet. De afstand tot de grote stad Kazan is 40 km. Volzsjk is eindstation van een aftakking van de spoorlijn die van Moskou via Kazan naar Jekaterinburg gaat; de autoweg van Moskou via Tsjeboksary naar Kazan en Jekaterinburg (M-7) ligt ongeveer 30 km ten zuiden van de stad. Volzjsk is het bestuurscentrum van het gelijknamige rajon.

## Geschiedenis
Volgens documenten uit de 16e en 17e eeuw bevond zich op de plaats van de huidige stad een nederzetting genaamd Lopatin of Lopatino. In 1940 verkreeg deze plaats onder de huidige naam stadsrechten.

## Economie
De belangrijkste bedrijven:

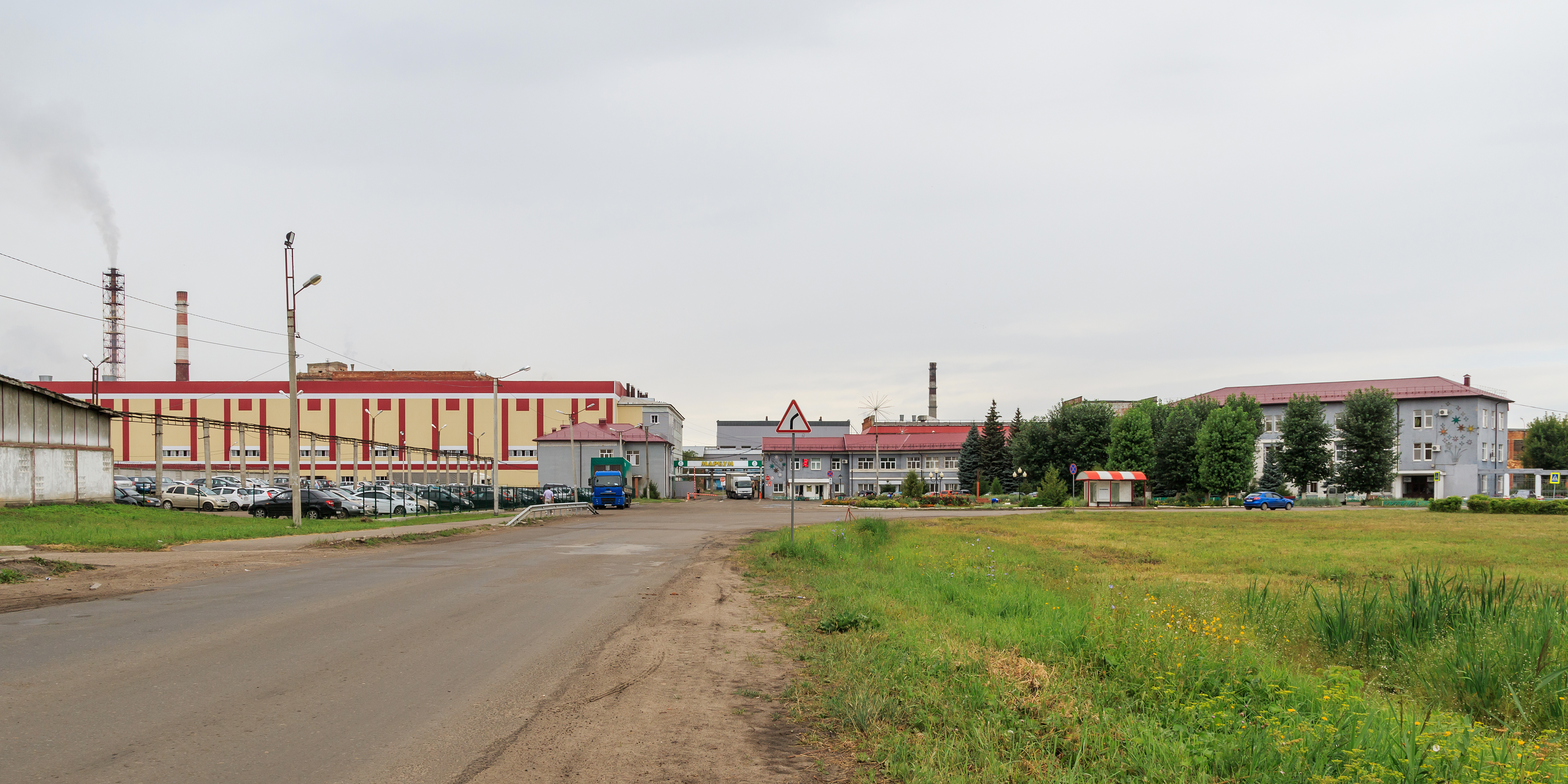
Marboemkombinat

- Een pulp- en papierfabriek (Marboemkombinat), goed voor 29% van de werkgelegenheid
- Producenten van koel- en vriesapparaten
- Meubelmakerijen
- Producent van beton-elementen
- Vleesverwerkend bedrijf

De Wolga is belangrijk voor vervoer van grondstoffen en ander vrachtvervoer. Volzjsk heeft een spoorverbinding met Kazan.

## Geboren in
- Andrej Baranov, componist/gitarist
- Kamil Samigoellin, hoogste mufti van de republiek Tatarstan

## Afbeeldingen

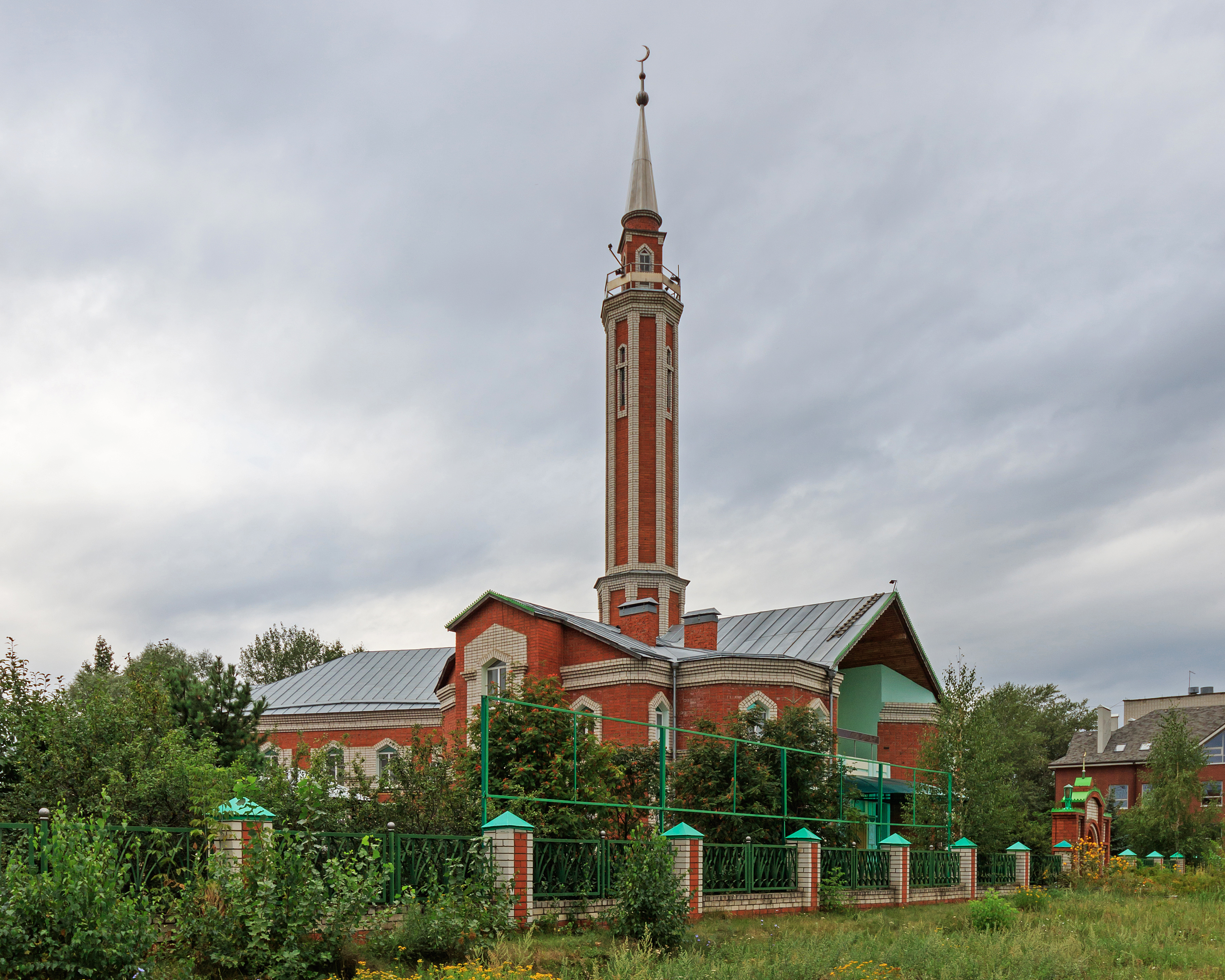
Moskee in Volzjsk
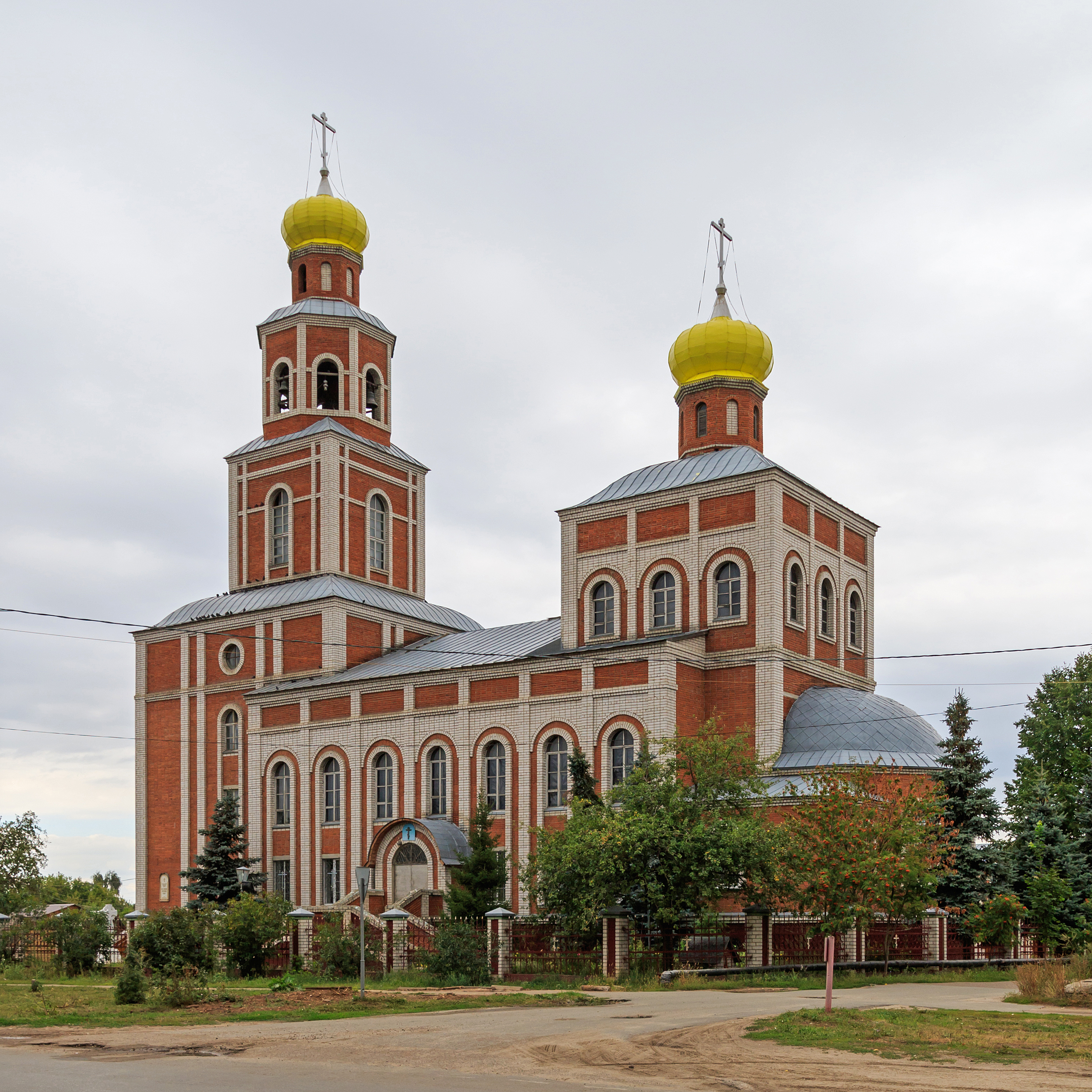
Nikolaaskerk
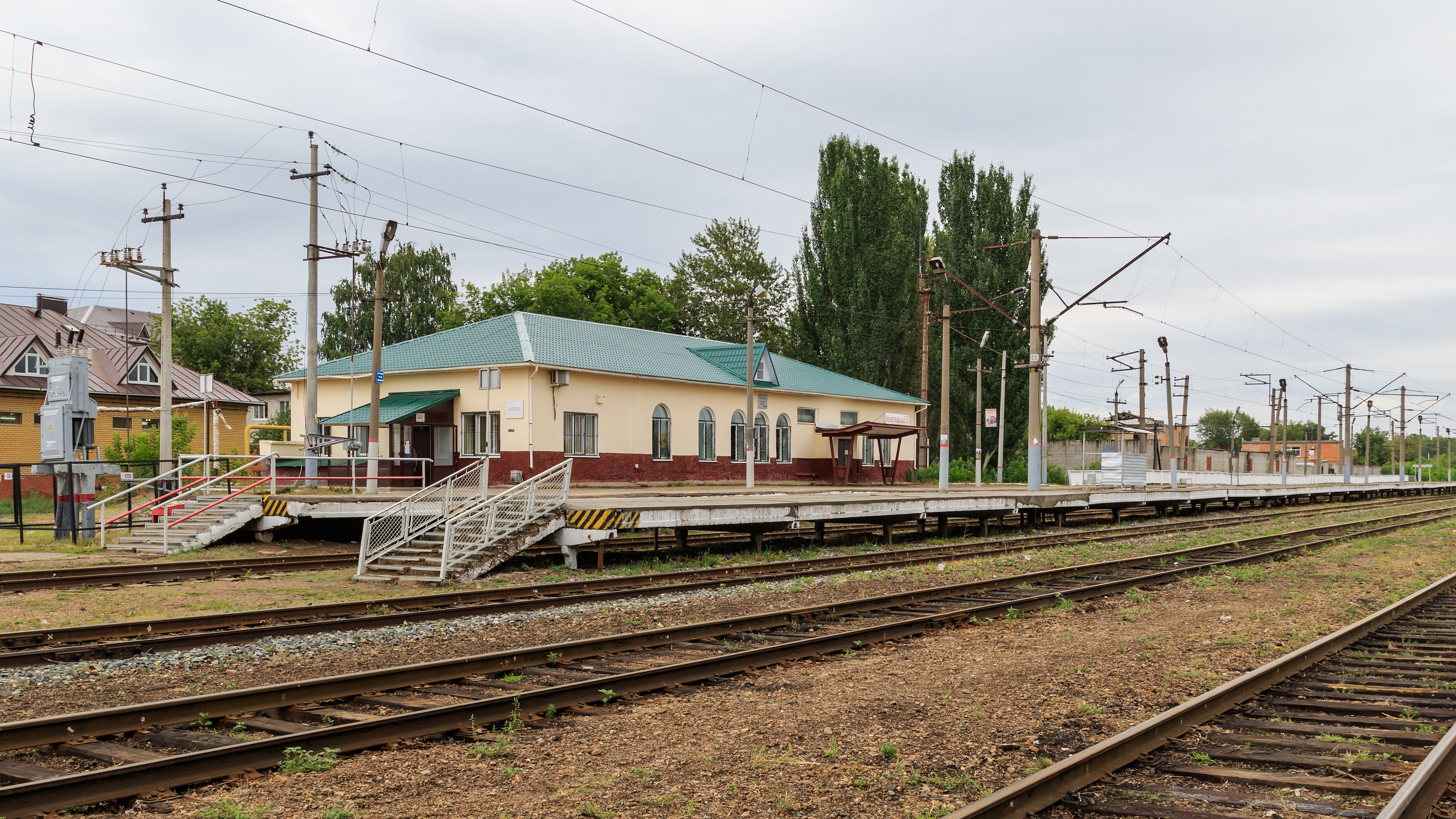
Spoorwegstation
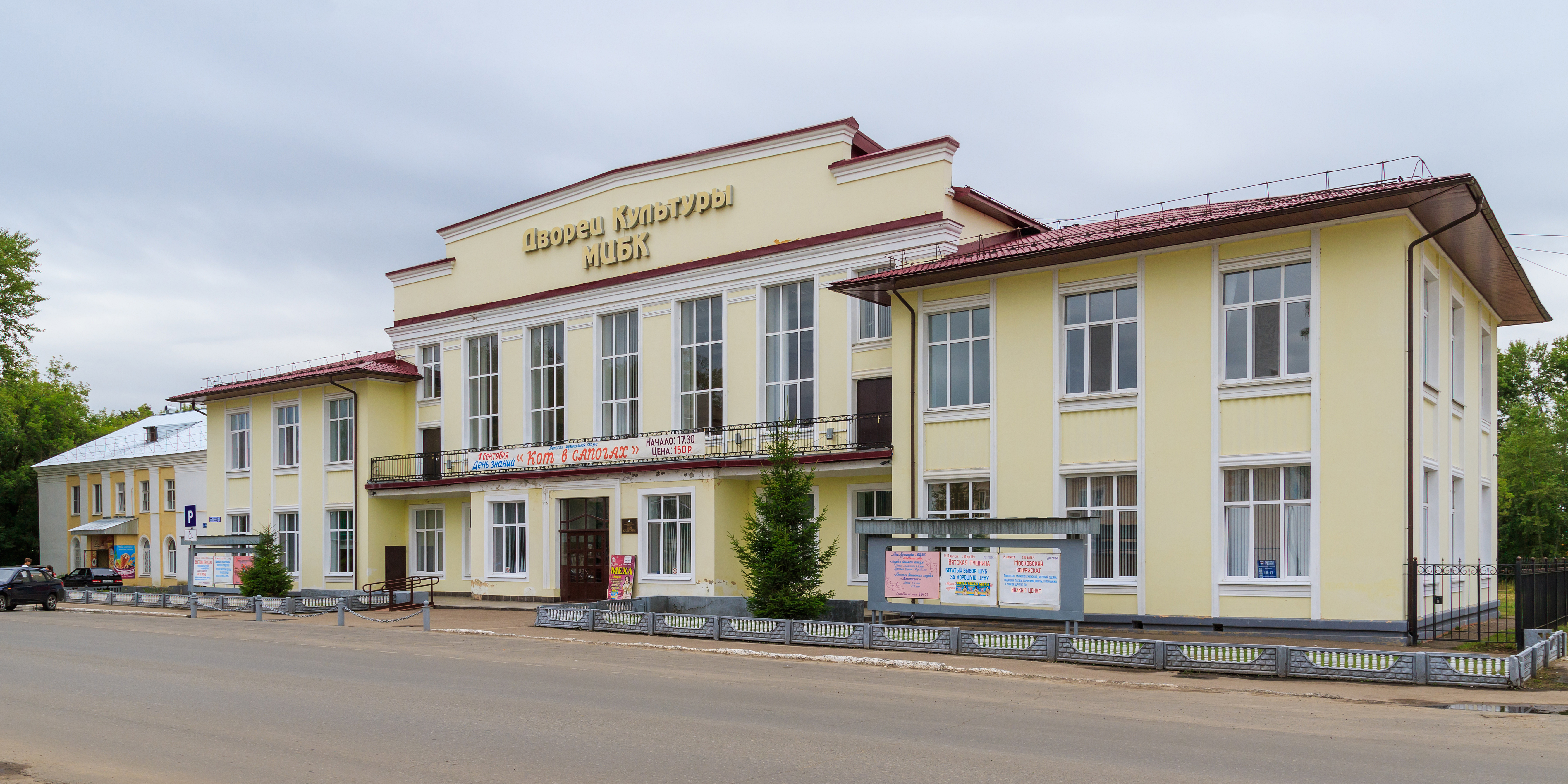
Cultuurhuis
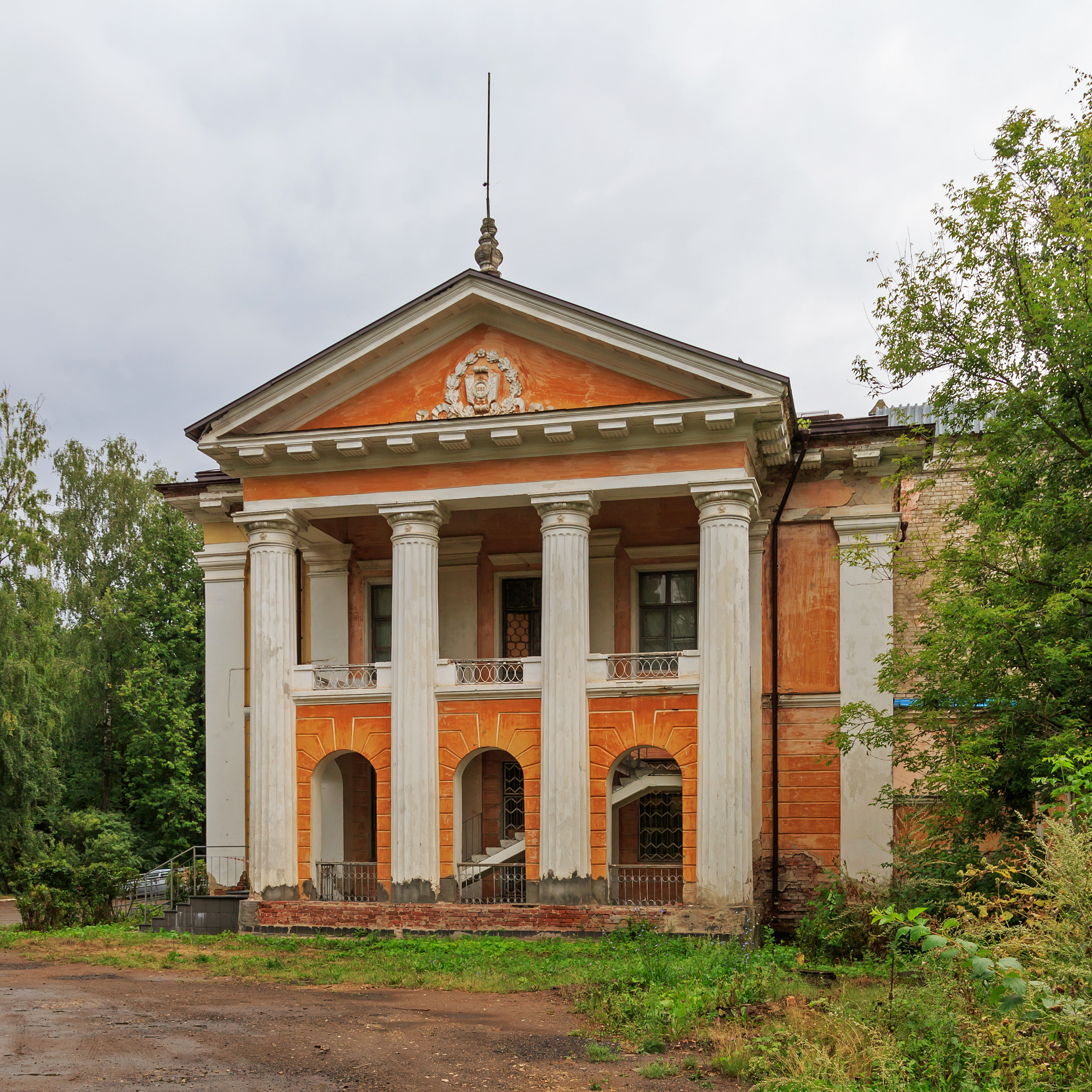
Streekmuseum

Bestuurlijk centrum: Josjkar-Ola

Kozmodemjansk · Volzjsk · Zvenigovo